# Effectif des équipes à la Coupe du monde de football 1998
Pour un article plus général, voir Coupe du monde de football 1998.

Résultats de la Coupe du Monde de football de la FIFA de 1998 en France.

Cette page contient la liste de toutes les équipes et leurs joueurs ayant participé à la phase finale de la Coupe du monde de football 1998 en France.

## Groupe A

### Brésil
Le 1er février 1998, lors du match entre le Celta de Vigo et l'Atlético de Madrid, Juninho Paulista, milieu offensif du club madrilène, est victime d'une fracture du tibia-péroné après un tacle de Míchel Salgado. Régulièrement appelé par le sélectionneur Mário Zagallo depuis 1995 et vainqueur de la Coupe des confédérations en 1997, cette blessure, nécessitant au moins cinq mois de convalescence, semble priver Juninho Paulista du Mondial,. 
Se rétablissant plus vite que prévu,, Juninho Paulista revient sur les terrains le 3 mai à l'occasion du match entre Majorque et l'Atlético de Madrid, soit deux jours avant l'annonce de la liste des 22 par Zagallo. 
Mais le 5 mai, il n'est pas convoqué pour le Mondial : Zagallo, qui ne l'estime pas suffisamment rétablit, lui préfère Giovanni. Parmi les autres joueurs écartés figurent trois champions du monde 1994 : le défenseur Márcio Santos, le milieu offensif Raí et l'attaquant Müller. 
Le 15 mai 1998, Flávio Conceição, milieu de terrain du Deportivo La Corogne, déclare forfait à cause de son genou droit défaillant et est remplacé par Zé Carlos, milieu de terrain du São Paulo FC.
Romário, l'attaquant et capitaine de Flamengo, sacré champion du monde en 1994, déclare forfait pour le Mondial 1998 le 2 juin,. Victime d'une élongation au mollet droit le 7 mai lors d'un match du championnat carioca contre Friburguense, Romário ne participe ensuite à aucun entraînement collectif. Le dimanche 31 mai, à quarante-huit heures de la date limite pour déposer auprès de la FIFA la liste des 22 joueurs retenus, Romario se soumet à un ultime examen médical à la Clinique des Lilas (Seine-Saint-Denis). Le lundi 1er juin, le résultat de l'imagerie par résonance magnétique révèle une déchirure du mollet droit sur sept centimètres. 
Pour remplacer Romário, le sélectionneur Mário Zagallo fait appel au milieu défensif Emerson qui joue au Bayer Leverkusen. Ce choix surprend les observateurs car le Brésil ne compte plus que trois attaquants de métier : Ronaldo, Bebeto et Edmundo. Zagallo explique son choix par la polyvalence de ses milieux offensifs : « Rivaldo, Giovanni ou Denilson peuvent aussi jouer attaquants ».
| Numéro / Nom       | Numéro / Nom     | Club             | Date de naissance et âge*  | J.              | Buts            | Averti          |                 | Carton rouge    |
| Gardiens de but    | Gardiens de but  | Gardiens de but  | Gardiens de but            | Gardiens de but | Gardiens de but | Gardiens de but | Gardiens de but | Gardiens de but |
| ------------------ | ---------------- | ---------------- | -------------------------- | --------------- | --------------- | --------------- | --------------- | --------------- |
| 01                 | Cláudio Taffarel | Atlético Mineiro | 8 mai 1966 (32 ans)        | 7               | -               | -               | -               | -               |
| 12                 | Carlos Germano   | Vasco da Gama    | 14 août 1970 (27 ans)      | -               | -               | -               | -               | -               |
| 22                 | Dida             | Cruzeiro         | 7 octobre 1973 (24 ans)    | -               | -               | -               | -               | -               |
| Défenseurs         |                  |                  |                            |                 |                 |                 |                 |                 |
| 02                 | Cafu             | AS Rome          | 7 juin 1970 (28 ans)       | 6               | -               | 2               | -               | -               |
| 03                 | Aldair           | AS Rome          | 30 novembre 1965 (32 ans)  | 6               | -               | 2               | -               | -               |
| 04                 | Júnior Baiano    | Flamengo         | 14 mars 1970 (28 ans)      | 7               | -               | 2               | -               | -               |
| 06                 | Roberto Carlos   | Real Madrid      | 10 avril 1973 (25 ans)     | 7               | -               | 1               | -               | -               |
| 14                 | Gonçalves        | Botafogo         | 22 juin 1966 (31 ans)      | 2               | -               | -               | -               | -               |
| 15                 | André Cruz       | AC Milan         | 20 septembre 1968 (29 ans) | -               | -               | -               | -               | -               |
| Milieux de terrain |                  |                  |                            |                 |                 |                 |                 |                 |
| 05                 | César Sampaio    | Yokohama Flügels | 31 mars 1968 (30 ans)      | 6               | 3               | 3               | -               | -               |
| 07                 | Giovanni         | FC Barcelone     | 4 février 1972 (26 ans)    | 1               | -               | -               | -               | -               |
| 08                 | Dunga            | Júbilo Iwata     | 31 octobre 1963 (34 ans)   | 7               | -               | -               | -               | -               |
| 10                 | Rivaldo          | FC Barcelone     | 19 avril 1972 (26 ans)     | 7               | 3               | -               | -               | -               |
| 11                 | Emerson          | Bayer Leverkusen | 4 avril 1976 (22 ans)      | 2               | -               | -               | -               | -               |
| 13                 | Zé Carlos        | São Paulo        | 14 novembre 1967 (30 ans)  | 1               | -               | 1               | -               | -               |
| 16                 | Zé Roberto       | Flamengo         | 6 juillet 1974 (23 ans)    | 1               | -               | -               | -               | -               |
| 17                 | Doriva           | FC Porto         | 28 mai 1972 (26 ans)       | 1               | -               | -               | -               | -               |
| 18                 | Leonardo         | AC Milan         | 5 septembre 1969 (28 ans)  | 7               | -               | 1               | -               | -               |
| 19                 | Denílson         | Betis            | 24 août 1977 (20 ans)      | 7               | -               | -               | -               | -               |
| Attaquants         |                  |                  |                            |                 |                 |                 |                 |                 |
| 09                 | Ronaldo          | Inter            | 22 septembre 1976 (21 ans) | 7               | 4               | -               | -               | -               |
| 20                 | Bebeto           | Botafogo         | 16 février 1964 (34 ans)   | 7               | 3               | -               | -               | -               |
| 21                 | Edmundo          | ACF Fiorentina   | 2 avril 1971 (27 ans)      | 2               | -               | -               | -               | -               |
| Sélectionneur      |                  |                  |                            |                 |                 |                 |                 |                 |
|                    | Mário Zagallo    |                  | 9 août 1931 (66 ans)       |                 |                 | -               | -               | -               |

* NB : Les âges sont calculés au début de la Coupe du monde 1998, le 10 juin 1998. Source

### Écosse
Le 12 mai 1998, Craig Brown, le sélectionneur de l'Écosse, dévoile sa liste des 22. Il choisit de ne pas sélectionner l'attaquant Ally McCoist, âgé de 35 ans, en raison de sa saison mitigée avec les Rangers. La principale surprise de la liste de Brown est la présence de Tosh McKinlay : le défenseur du Celtic, âgé de 33 ans, n'a en effet plus joué avec son club depuis le mois de septembre 1997 lors d'une rencontre de Coupe UEFA contre Liverpool. 
Le 26 mai, lors du stage de préparation de l'équipe aux États-Unis d'Amérique, le gardien de but Andy Goram, en balance avec Jim Leighton pour la place de titulaire, quitte la sélection et met un terme à sa carrière internationale pour des raisons personnelles,. Il est remplacé par Jonathan Gould. Âgé de 29 ans, Gould ne compte aucune sélection en équipe d'Écosse A mais il a joué deux fois en 1998 avec l'équipe d'Écosse B. 

## Groupe B

### Italie
Le sélectionneur Cesare Maldini dévoile une liste de 21 joueurs le 21 mai 1998. Elle ne comprend que vingt-et-un noms car la veille, l'attaquant de la Juventus de Turin, Alessandro Del Piero, s'est blessé aux adducteurs de la cuisse gauche à la dernière minute de la finale de la Ligue des champions et doit subir des examens le jour même de l'annonce de la liste. En cas de forfait, Maldini prévoit de remplacer Del Piero par Enrico Chiesa (Parme), Pierluigi Casiraghi (Lazio) ou Gianfranco Zola (Chelsea). Étant jugé apte, Del Piero est sélectionné. 
La liste de Cesare Maldini comporte deux surprises avec les sélections de Giuseppe Bergomi, le défenseur de l'Inter Milan, âgé de 34 ans et de Roberto Baggio. Le Ballon d'or 1993, qui n'avait pas été retenu pour l'Euro 1996, n'avait plus joué en équipe nationale depuis septembre 1997. Sa bonne saison avec Bologne (22 buts en Serie A), explique sa sélection. 
Le 31 mai, Angelo Peruzzi, le gardien titulaire de l'Italie, se blesse lors d'un entraînement. Victime d'une lésion à un muscle de la cuisse gauche, Peruzzi doit observer un repos d'au moins un mois et est remplacé par Francesco Toldo, le gardien de la Fiorentina. 
L'attaquant de l'Olympique de Marseille, Fabrizio Ravanelli, victime d'une broncho-pneumomie, déclare forfait avant le premier match de l'Italie contre le Chili et est remplacé par Enrico Chiesa.
| Numéro / Nom       | Numéro / Nom          | Club            | Date de naissance et âge*  | J.              | Buts            | Averti          |                 | Carton rouge    |
| Gardiens de but    | Gardiens de but       | Gardiens de but | Gardiens de but            | Gardiens de but | Gardiens de but | Gardiens de but | Gardiens de but | Gardiens de but |
| ------------------ | --------------------- | --------------- | -------------------------- | --------------- | --------------- | --------------- | --------------- | --------------- |
| 01                 | Francesco Toldo       | ACF Fiorentina  | 2 décembre 1971 (26 ans)   | -               | -               | -               | -               | -               |
| 12                 | Gianluca Pagliuca     | Inter Milan     | 18 décembre 1966 (31 ans)  | 5               | -               | -               | -               | -               |
| 22                 | Gianluigi Buffon      | Parme FC        | 28 janvier 1978 (20 ans)   | -               | -               | -               | -               | -               |
| Défenseurs         |                       |                 |                            |                 |                 |                 |                 |                 |
| 02                 | Giuseppe Bergomi      | Inter Milan     | 22 décembre 1963 (34 ans)  | 3               | -               | 1               | -               | -               |
| 03                 | Paolo Maldini         | AC Milan        | 26 juin 1968 (29 ans)      | 5               | -               | 2               | -               | -               |
| 04                 | Fabio Cannavaro       | Parme FC        | 13 septembre 1973 (24 ans) | 5               | -               | 1               | -               | -               |
| 05                 | Alessandro Costacurta | AC Milan        | 24 avril 1966 (32 ans)     | 5               | -               | 2               | -               | -               |
| 06                 | Alessandro Nesta      | SS Lazio        | 19 mars 1976 (22 ans)      | 3               | -               | -               | -               | -               |
| 07                 | Gianluca Pessotto     | Juventus FC     | 11 août 1970 (27 ans)      | 3               | -               | -               | -               | -               |
| 08                 | Moreno Torricelli     | ACF Fiorentina  | 23 janvier 1970 (28 ans)   | -               | -               | -               | -               | -               |
| Milieux de terrain |                       |                 |                            |                 |                 |                 |                 |                 |
| 09                 | Demetrio Albertini    | AC Milan        | 23 août 1971 (26 ans)      | 4               | -               | -               | -               | -               |
| 11                 | Dino Baggio           | Parme FC        | 24 juillet 1971 (26 ans)   | 5               | -               | -               | -               | -               |
| 13                 | Sandro Cois           | ACF Fiorentina  | 9 juin 1972 (26 ans)       | -               | -               | -               | -               | -               |
| 14                 | Luigi Di Biagio       | AS Rome         | 3 juin 1971 (27 ans)       | 5               | 1               | 2               | -               | -               |
| 15                 | Angelo Di Livio       | Juventus FC     | 26 juillet 1966 (31 ans)   | 4               | -               | 1               | -               | -               |
| 16                 | Roberto Di Matteo     | Chelsea FC      | 29 mai 1970 (28 ans)       | 2               | -               | -               | -               | -               |
| 17                 | Francesco Moriero     | Inter Milan     | 31 mars 1969 (29 ans)      | 4               | -               | 1               | -               | -               |
| Attaquants         |                       |                 |                            |                 |                 |                 |                 |                 |
| 10                 | Alessandro Del Piero  | Juventus FC     | 9 novembre 1974 (23 ans)   | 4               | -               | 1               | -               | -               |
| 18                 | Roberto Baggio        | Bologne FC      | 18 février 1967 (31 ans)   | 4               | 2               | -               | -               | -               |
| 19                 | Filippo Inzaghi       | Juventus FC     | 9 août 1973 (24 ans)       | 2               | -               | -               | -               | -               |
| 20                 | Enrico Chiesa         | Parme FC        | 29 décembre 1970 (27 ans)  | 2               | -               | -               | -               | -               |
| 21                 | Christian Vieri       | SS Lazio        | 12 juillet 1973 (24 ans)   | 5               | 5               | -               | -               | -               |
| Sélectionneur      |                       |                 |                            |                 |                 |                 |                 |                 |
|                    | Cesare Maldini        |                 | 5 février 1932 (66 ans)    |                 |                 | -               | -               | -               |

* NB : Les âges sont calculés au début de la compétition, le 10 juin 1998. Source

## Groupe D

### Espagne
Le sélectionneur de la Roja, Javier Clemente, dévoile sa liste des 22 le 7 mai 1998,. Les joueurs écartés, qui faisaient partie d'une liste de 29 pré-sélectionnés, sont : Pep Guardiola (blessé), Benjamín, Oli, Roberto Ríos, Santi, José Amavisca et Fernando.

## Groupe G

### Angleterre
Le 12 mai 1998, le sélectionneur Glenn Hoddle, dévoile une pré-liste de 30 joueurs. Les principaux absents de cette pré-liste sont l'attaquant de Manchester United, Andy Cole, auteur de 25 buts toutes compétitions confondues, le milieu de terrain Matthew Le Tissier, auteur d'un triplé avec l'équipe B d'Angleterre contre la Russie B le 21 avril 1998, et le défenseur Stuart Pearce, qui, malgré ses 36 ans, vient de réaliser une bonne saison avec Newcastle en atteignant la finale de la Coupe d'Angleterre. Ray Parlour, vainqueur de la Coupe et du Championnat avec Arsenal, Dominic Matteo (défenseur de Liverpool), Kevin Pressman (gardien de but de Sheffield Wednesday) et Chris Sutton (attaquant de Blackburn Rovers) ne font également pas partie de cette pré-liste.
Le 22 mai 1998, Jamie Redknapp déclare forfait pour le Mondial à cause d'une blessure à un genou. C'est ensuite Ian Wright qui déclare forfait après avoir été blessé lors du match de préparation contre le Maroc, disputé le 27 mai 1998 dans le cadre du Tournoi Hassan II. 
Le 31 mai 1998, Glenn Hoddle dévoile sa liste des 22 joueurs retenus pour le Mondial. Les six joueurs écartés sont Paul Gascoigne (milieu de terrain des Glasgow Rangers), Ian Walker (gardien de but de Tottenham), Phil Neville et Nicky Butt (tous deux joueurs de Manchester United), Andy Hinchcliffe (défenseur de Sheffield Wednesday) et Dion Dublin (attaquant de Coventry),.

## Groupe H

### Croatie
Alen Bokšić, attaquant de la Lazio et finaliste de la Coupe UEFA 1998, déclare forfait pour le Mondial le 26 mai. Souffrant d'une vieille blessure à un ménisque, il quitte la sélection croate pour aller se faire opérer à Rome. Pièce maîtresse de l'attaque croate, son sélectionneur, Miroslav Blažević déplore son forfait : « Nous regrettons tous cette blessure. En dehors de son jeu, Alen (Bokšić) nous manquera pour l'ambiance et pour l'atmosphère ». Blažević reproche également à la Lazio de ne pas avoir laissé Bokšić se faire opérer au cours de la saison.

### Jamaïque
1. 1 2  (es) R.J. Alvarez et C.G. Izquierdo, « Una fractura de peroné le aparta del Atlético y casi seguro del Mundial », sur elmundo.es, 2 février 1998 (consulté le 9 octobre 2014)
2. ↑  (pt) Cancelamento de punição a Salgado deixa Juninho "chateado", www1.folha.uol.com.br, 20 février 1998.
3. ↑  (es) Zagallo cree que Juninho no jugará el Mundial, www.elpais.com, 30 mars 1998.
4. ↑  (pt) Juninho entra na última fase da recuperação, www1.uol.com.br, 14 avril 1998.
5. 1 2  (es) Brasil con sorpresas, www.nacion.com, 6 mai 1998.
6. ↑  Batistuta en forme, www.leparisien.fr, 16 mai 1998.
7. ↑  Romario écarté de la Coupe du monde!, www.rds.ca, 2 juin 1998.
8. 1 2 3 4 5 6 7  Romario renvoyé à la maison !, www.leparisien.fr, 3 juin 1998.
9. 1 2 3  (en) Football: Brown finally calls time on McCoist, www.independent.co.uk, 13 mai 1998.
10. 1 2 3  (en) Football: Goram quits Scotland over alleged affair, www.independent.co.uk, 26 mai 1998.
11. ↑  (en) Sport: Football Goram quits international football, www.news.bbc.co.uk, 27 mai 1998.
12. ↑  Effectif de l'équipe d'Écosse de football à la Coupe du monde de 1998 sur fifa.com
13. ↑  Effectif de l'équipe du Maroc de football à la Coupe du monde de 1998 sur fifa.com
14. ↑  Effectif de l'équipe de Norvège de football à la Coupe du monde de 1998 sur fifa.com
15. ↑  Effectif de l'équipe d'Autriche de football à la Coupe du monde de 1998 sur fifa.com
16. ↑  Effectif de l'équipe du Cameroun de football à la Coupe du monde de 1998 sur fifa.com
17. ↑  Effectif de l'équipe du Chili de football à la Coupe du monde de 1998 sur fifa.com
18. 1 2 3 4 5  Maldini rappelle Bergomi et Baggio, www.leparisien.fr, 22 mai 1998.
19. ↑  Le gardien titulaire de l'équipe d'Italie s'est blessé, www.lemonde.fr, 2 juin 1998.
20. ↑  Bierhoff relance l´Allemagne, www.leparisien.fr, 1er juin 1998.
21. ↑  Forfait de l'attaquant italien Ravanelli, www.lemonde.fr, 12 juin 1998.
22. ↑  Effectif de l'équipe d'Afrique du Sud de football à la Coupe du monde de 1998 sur fifa.com
23. ↑  Effectif de l'équipe d'Arabie saoudite de football à la Coupe du monde de 1998 sur fifa.com
24. ↑  Effectif de l'équipe du Danemark de football à la Coupe du monde de 1998 sur fifa.com
25. ↑  Effectif de l'équipe de France de football à la Coupe du monde de 1998 sur fifa.com
26. ↑  Effectif de l'équipe de Bulgarie de football à la Coupe du monde de 1998 sur fifa.com
27. ↑  (es) Clemente facilitará hoy la lista de seleccionados, www.elpais.com, 7 mai 1998.
28. ↑  (es) Clemente presenta la lista de seleccionados para el Mundial de Francia, www.elmundo.es, 7 mai 1998.
29. ↑  (es) Clemente dio una lista sin sorpresas, www.elpais.com, 8 mai 1998.
30. ↑  Effectif de l'équipe d'Espagne de football à la Coupe du monde de 1998 sur fifa.com
31. ↑  Effectif de l'équipe du Nigeria de football à la Coupe du monde de 1998 sur fifa.com
32. ↑  Effectif de l'équipe du Paraguay de football à la Coupe du monde de 1998 sur fifa.com
33. ↑  Effectif de l'équipe de Belgique de football à la Coupe du monde de 1998 sur fifa.com
34. ↑  Effectif de l'équipe du Corée du Sud de football à la Coupe du monde de 1998 sur fifa.com
35. ↑  Effectif de l'équipe du Mexique de football à la Coupe du monde de 1998 sur fifa.com
36. ↑  Effectif de l'équipe des Pays-Bas de football à la Coupe du monde de 1998 sur fifa.com
37. ↑  Effectif de l'équipe d'Allemagne de football à la Coupe du monde de 1998 sur fifa.com
38. 1 2 3  (en) Hoddle reveals World Cup shortlist, www.news.bbc.co.uk, 12 mai 1998.
39. ↑  (en) Le Tissier hat-trick fires England B, www.news.bbc.co.uk, 22 avril 1998.
40. ↑  (en) Injured Redknapp misses finals, www.news.bbc.co.uk, 22 mai 1998.
41. ↑  (en) World Cup dream goes all wrong for injured Wright, www.independent.ie, 29 mai 1998.
42. ↑  (en) Gazza left out of the World Cup, www.independent.co.uk, 31 mai 1998.
43. ↑  (en) Gazza axed and flies home, www.news.bbc.co.uk, 1er juin 1998.
44. 1 2 3 4  « Boksic privé de Mondial », www.leparisien.fr, 27 mai 1998.
45. ↑  Effectif de l'équipe de Croatie de football à la Coupe du monde de 1998 sur fifa.com
46. 1 2  Modèle:En Miura Absence Shows Japanese Generation Gap, www.tehrantimes.com, 9 juin 1998.
47. 1 2 3  Modèle:En Football: Japanese leave Miura at home, www.independent.co.uk, 3 juin 1998.